# Vogelkoplorikit
Vogelkoplorikit (Charmosyna papou) är en fågel i familjen östpapegojor inom ordningen papegojfåglar.

## Utbredning och systematik
Fågeln förekommer på västra Nya Guinea, i bergsskogar på Fågelhuvudhalvön. Traditionellt inkluderas den vidare spridda paradislorikiten (C. stellae) i arten, men denna urskiljs allt oftare som egen art.

## Status
Arten har ett begränsat utbredningsområde, men beståndet anses vara stabilt. IUCN kategoriserar arten som livskraftig.